# Victor Mature
Victor John Mature (Louisville, Kentucky, 29 de janeiro de 1913 — Rancho Santa Fé, Califórnia, 4 de agosto de 1999) foi um ator norte-americano. Seu pai, Marcellus Gelindo Mature (ou no italiano, Maturi), era um cuteleiro italiano que sabia falar alemão, que migrou da Itália para os Estados Unidos com sua família em 1912, para fugir da dominação Áustro-Húngara, e sua mãe, Clara Mature, era de origem suíça.

## Os primeiros anos
Na juventude, Victor trabalhou com seu pai no ramo de cutelaria e, às vezes, como pescador. Estudou na Academia Militar de Kentucky. Um de seus colegas de classe era o futuro ator Jim Backus, que dublaria mais tarde o personagem “Mr. Magoo”, no famoso desenho animado dos anos de 1960.
Esperando se tornar um ator, estudou no Playhouse de Pasadena, Califórnia. Conseguiu uma audiência para um teste com a intenção de conseguir um papel no clássico “E O Vento Levou”, em 1939, mas perdeu para seu colega do Playhouse, George Reeves, o futuro Super-Homem da Televisão na década de 1950.
Após alguns papéis pequenos, Mature conseguiu aclamação em seus primeiros papéis principais, sobretudo no público feminino, que o considerava “Um pedaço de Homem” ou “o sorriso mais cativante do mundo”, graças ao seu porte de 1m89 e de seus ombros largos. A crítica jamais o levou a sério como ator (e ele mesmo admitia que não atuava bem), embora tenha se tornado um dos atores mais populares e requisitados por grandes diretores das décadas de 1940 e 1950, devido a sua máscula presença nas telas.

## A Segunda Guerra

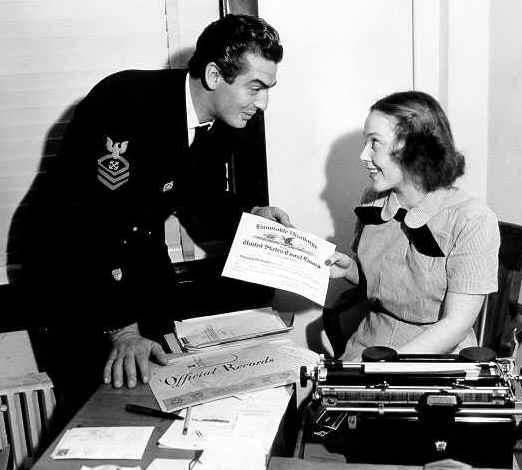
Victor Mature em uniforme militar

Como muitos outros astros de Hollywood alistaram-se para o Serviço de Guerra, como James Stewart, Alan Ladd e Clark Gable, Victor Mature alistou-se na Marinha durante a Segunda Guerra Mundial, onde serviu em um navio de transporte de tropas. Atravessou o Atlântico norte, incluindo a Normandia, o Mediterrâneo, e o Caribe. Estava em Okinawa quando a Bomba Atômica foi jogada no Japão.

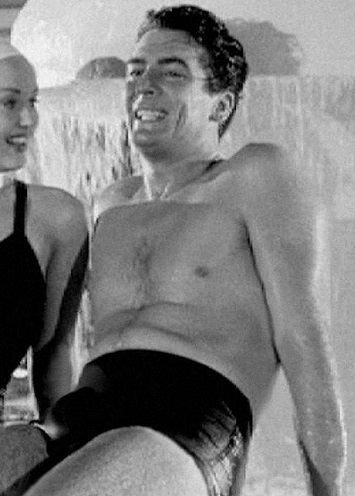
Victor Mature em uma cena do filme I Wake Up Screaming, alguns criticos não gostaram da cena da piscina e o Códio Hays censurou a mesma cena pelo fato de Victor possuir um volume na sunga.

## Volta aHollywoode consagração
Com o fim da guerra, voltou para Hollywood e trabalhou mais do que nunca. Seus papéis em “Paixão dos Fortes”, de John Ford, em 1946, e “O Beijo da Morte”, de Henry Hathaway, são considerados seus trabalhos mais consagrados. Posteriormente, locomoveu-se para papéis mais exóticos, principalmente em épicos, como “Sansão e Dalila”, de Cecil B. DeMille, em 1949; “O Manto Sagrado”, de Henry Koster, em 1953; “Demétrius e os Gladiadores”, de Delmer Daves, em 1954; e em “O Egípcio”, de Michael Curtiz, em 1954. Até o surgimento de Charlton Heston, Mature foi o astro dominante do cinema “Épico Bíblico” que vigorava em Hollywood. Victor ainda atuou em diversas películas de comédia, criminais, guerra, e faroeste, interpretando aventureiros, caubóis, policiais, soldados, e até índios. Jamais foi um astro de pretensões artísticas, mas continuou se mantendo como um dos maiores campeões de bilheteria da década de 1950.
A partir da década de 1960, Victor diminuiu seu ritmo de atuações no cinema, interessando mais em se dedicar ao golfe e ao ramo imobiliário, onde se destacou como corretor, inclusive abrindo sua própria firma. Em 1966, aceitou fazer uma paródia de si mesmo, interpretando um ator de meia idade ainda metido a galã, na película “O Fino da Vigarice”, dirigido por Vittorio de Sica.

## Um ator que não investe em danos físicos
Certa Vez, o ator Richard Burton (1925-1984), que vivia entediado devido as filmagens de "O Manto Sagrado"/"The Robe"(1954), épico religioso baseado no Best-seller de Lloyd C. Douglas, escrito na década de 1940, comentou sobre seu colega do filme, o ator Victor Mature, que interpretava seu escravo Demétrius na película: "Vic não levava muito a sério qualquer tipo de contra-tempo ou problema que poderia ocorrer durante as filmagens, e por este lado, acho que era uma grande qualidade por parte dele. Ele não era pessoa de se estressar, e nunca o vi brigar com alguém, seja do elenco ou da equipe. Eu, ao invés, tive apenas cinco acessos de berros em "The Robe"". Na verdade, Victor Mature, que nessa época já era um veterano em Hollywood, se recusava a levar a sério a si mesmo e a qualquer membro do set e da equipe.

Algumas anedotas de Richard Burton tinham Mature como protagonista. Conta a lenda que esse homem de porte altivo e musculoso, descrito pela publicidade dos estúdios como um "belo pedaço", jamais corria qualquer risco que pudesse resultar em dano físico, por menor que fosse. Burton perguntou a Victor se era verdade:
-Pode acreditar- respondeu Mature - penso duas vezes antes de descer ou subir um degrau molhado.
Quando estrelou em "Sansão e Dalila", em 1949, o diretor Cecil B. DeMille pediu a Mature para lutar com um leão:
-De jeito nenhum- respondeu ao diretor
-Mas Victor, é um leão velho- disse DeMille
-De jeito nenhum
-Mas Vic, ele é domesticado, e tão manso que nem machucaria um bebê.
-De jeito nenhum
-Mas Vic, este leão não tem dentes

-E o que quer que você quer, Cecil? Que eu seja mascado até morrer?
Richard Burton ficou intrigado com o absoluto profissionalismo de Mature, pois sua intenção era subestimar este ator que se autodepreciava. Porém, vendo que isto não era tão possível, Burton declarou: "Mas em termos de técnicas cinematográficas, Victor conhecia de cabo a rabo. Aprendi muito com ele".

## Grandes amores
Em sua vida pessoal e afetiva, Victor Mature foi casado 5 vezes: em 1938, casou-se com a atriz Frances Charles, casamento que foi anulado em 1940. No ano seguinte, casou-se com Martha Stephenson Kemp, com quem ficou até 1943, quando se divorciaram. Em 1948, com Dorothy Stanford Berry, de quem se divorciou em 1955. Quatro anos depois, em 1959, contrai núpcias com Adrienne Joy Urwick, com quem fica casado até 1969, quando novamente se divorciou. Em 1974, casa-se com Loretta Sebena, com quem teve sua única filha, Victória (nascida em 1975), e com quem viveu o resto de sua vida. É provável que os três primeiros divórcios tenham sido motivados pelas aventuras amorosas de Victor fora dos Sets de filmagem. Sabe-se que Mature teve rumorosos casos com as atrizes Lana Turner, Susan Hayward, Rita Hayworth e Esther Williams. Williams, famosa estrela dos musicais da Metro, conta em sua autobiografia que detalha explicitamente seu caso amoroso com Victor, durante as filmagens de “A Rainha do Mar”. De acordo com ela, o ator fez amor com Esther, em plena madrugada, numa praia, que servia de locação para o filme em rodagem, enquanto o resto da equipe e do elenco dormiam, e que ele foi um dos homens que mais a satisfez numa relação.

## O golfe e seus últimos anos
Mature dedicou-se ao golfe, e sempre dizia que era mais fácil jogar do que atuar. Ele dizia: “Realmente, eu sou um jogador de golfe. Esta é minha ocupação real. Eu nunca fui um ator, pergunte a qualquer um, particularmente, a todos os críticos".
Com aceitação de algum crítico ou não, em 1984 Victor deu um intervalo para seu esporte favorito e fez uma pequena participação na televisão em um telefilme, um remake de “Sansão e Dalila”, onde aos 71 anos de idade estava interpretando o pai de Sansão. Foi sua última atuação como ator.
Longe da vida artística e das agitações hollywoodianas, e levando uma vida pacata em seus últimos anos, morando com sua família em seu rancho localizado em Santa Fé, Califórnia, Victor Mature morreu em 4 de agosto de 1999, aos 86 anos de idade, de leucemia, deixando a esposa Loretta e sua filha Victória. O ator foi sepultado no memorial da Família Mature, em Kentucky.

## Filmografia parcial
OBS: Títulos conforme a tradução brasileira.'[carece de fontes?]
- 1940 - O Despertar do Mundo/One Million B.C
- 1940 - Capitão Cauteloso/Captain Caution
- 1941 - Quem matou Vicky? / I Wake Up Screaming
- 1941 - Tensão em Xangai / The Shanghai Gesture
- 1942 - Sete Dias de Licença/Seven Days' Leave
- 1942 - Minha Namorada Favorita/My Gal Sal
- 1946 - Paixão dos Fortes/My Darling Clementine
- 1947 - O Beijo da Morte/(Kiss of Death)
- 1948 - A Voz da Honra / Fury at Furnace Creek
- 1948 - Uma vida marcada / Cry of the City
- 1949 - Sansão e Dalila/Samson and Delilah
- 1949 - Brasa Viva/Red, Hot and Blue
- 1950 - Stella/Stella
- 1952 - Ândrocles e o Leão/Androcles and the Lion
- 1952 - O Caminho do Pecado/The Las Vegas Story
- 1953 - O Príncipe de Bagdá/The Veils of Bagdad
- 1953 - O Manto Sagrado/The Robe
- 1954 - Demétrius e os Gladiadores/Demetrius and the Gladiators
- 1954 - O Egípcio/The Egyptian
- 1954 - Tenho Sangue em Minhas Mãos/Dangerous Mission
- 1954 - Atraiçoado/Betrayed
- 1955 - O Grande Guerreiro/Chief Crazy Horse
- 1955 - Sábado Violento/Saturday Violent
- 1955 - O Tirano da Fronteira/The Last Frontier
- 1956 - Zarak/Zarak
- 1958 - Bonequinha Chinesa/China Doll
- 1959 - Missão Audaciosa / Escort West
- 1959 - O Bandido Sanguinário/The Bandit of Zhobe
- 1959 - O Grande Circo/The Big Circus
- 1960 - Aníbal, o Conquistador/Hannibal
- 1961 - Os Bravos Tártaros/The Tartars
- 1966 - O Fino da Vigarice/Caccia Alla Volpe(Itália)/After The Fox(EUA) –
- 1972 - Confusão Por Todos os Lados/Every Little Crook and Nanny
- 1979 - Poder de Fogo/Firepower
- 1984 - Sansão e Dalila(2ª Versão/TV)/Samson and Delilah